# Ashley Robertsová
Ashley Robertsová (* 14. září 1981, Phoenix, Arizona, rodným jménem Ashley Maria Roberts) je americká tanečnice, zpěvačka nejznámější svým působením v dívčí kapele Pussycat Dolls, 

## Dřívější život a kariéra
Narodila se ve Phoenixu v Arizoně a chodila na školu Shadow Mountain High School. Ve třech letech začala tancovat a zpívat začala, už když jí bylo osm let. Její otec byl bubeník v kapele The Mamas and the Papas a později pracoval jako prodavač aut. Během středoškolských prázdnin jezdívala na západní pobřeží, kde studovala moderní tance. Po střední škole se přestěhovala do Los Angeles.

## Pussycat Dolls

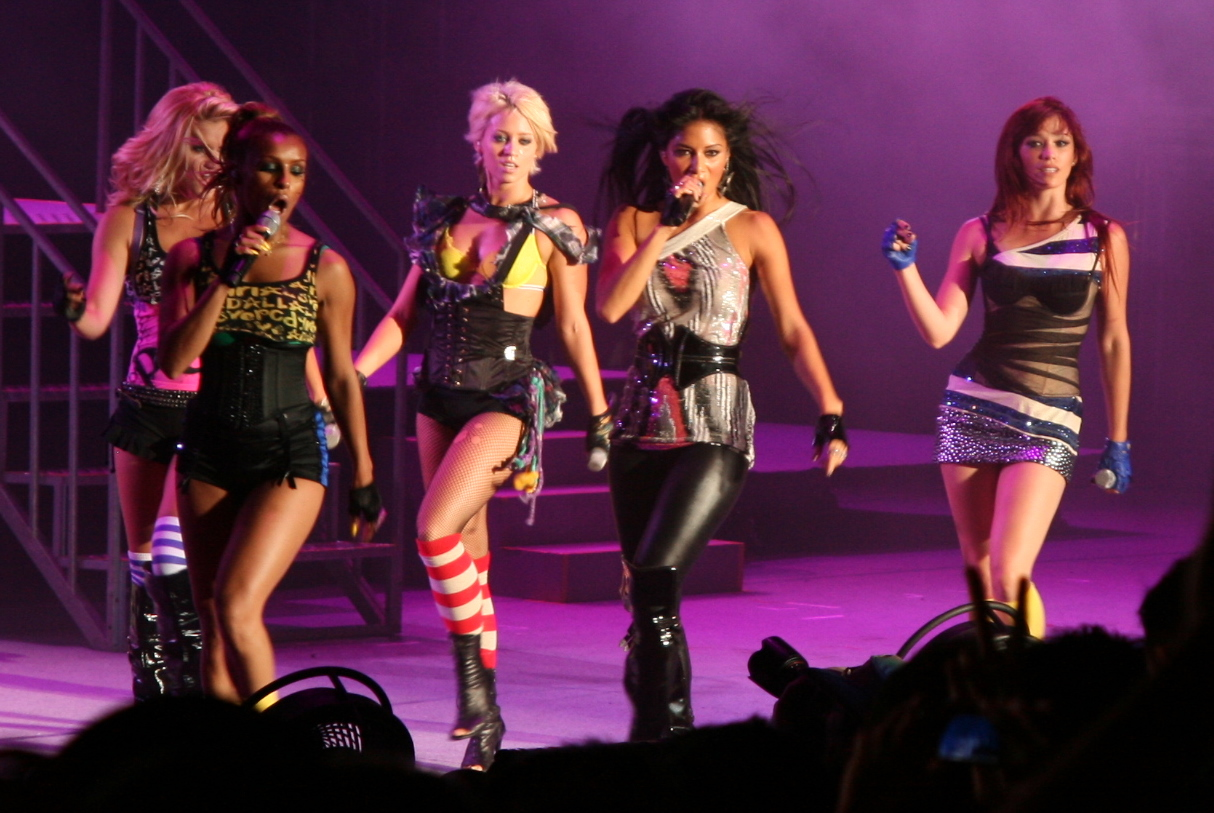
V r. 2008

Šest měsíců po svém přestěhování do Los Angeles se přidala ke skupině Pussycat Dolls. Po třech letech v Pussycat Dolls začala konečně nahrávat písně spolu s dalšími členkami kapely Nicole Scherzingerovou, Melody Thorntonovou, Jessicou Suttaovou a Kimberly Wyattovou.
Po svých prvních úspěších podepsaly spolupráci s nahrávací firmou Interscope Records.
Ashley dostala od nejvěrnějších fanoušků přezdívku Barbie doll, ale kvůli autorským právům firmy Mattel na výrobu stejnojmenných panenek jí byla dána nová přezdívka Angel Doll. Její nejlepší kamarádkou je její kolegyně z kapely Kimberly Wyattová.[zdroj⁠?!]

## Herecká kariéra
Svůj filmový debut si Robertsová odbyla ve filmu Make It Happen. Jde o romantický film propojený s tancem. V Make It Happen si zahrála po boku herečky Mary Elizabeth Winsteadové a režisérem filmu byl Darren Grant. Premiéra se konala 8. srpna 2008 ve Velké Británii, názory na něj byly smíšené, ale spíše pozitivní.[zdroj⁠?!] Výroba tohoto filmu trvala od 8. srpna 2007 do 17. září 2007.